# 學堂監督
學堂監督，简称學監，舊時官名，乃清代監督的一種，當代概念校長之古稱。

## 簡介
清朝末年，特別是19世紀60年代興起的洋務運動，洋務派相繼在各地建立起新式學堂。光緒二十年（1894年）甲午戰爭大清戰敗於日本，更是促進了維新派改革的呼聲，雖光緒二十四年發生了戊戌政變導致改革中止，但是由於光緒二十六年八國聯軍的侵華，及《辛丑條約》的簽訂使得慈禧太后不得不進行改革，中、小、大學堂逐步在各省興辦，學堂負責人被稱作監督，学堂监督也简称「學監」。光緒三十四年1904年，張亨嘉任京師大學堂第一任總監督，也即中國國立大學的首任監督。辛亥革命後，中華民國成立，學堂改稱學校，監督改稱校長。

## 相關文學記載
- 李伯元《文明小史》第四一回：

—— 逢之 进堂以后，幸喜本堂监督，早奉了太守之命，派他暂充西文教习。

## 外部連結
- 《文明小史》全文在线阅读(简体)（页面存档备份，存于）